# Buli
Buli (del mapudungún: füli ‘Juntar’) es una localidad ubicada en el límite de las comunas de San Carlos y Ñiquén en la Provincia de Punilla, de la Región de Ñuble, Chile. Según el censo del 2017, Buli tenía una población total de 556 habitantes, de los cuales 61 correspondían a la comuna de Ñiquén y 495 a la comuna de San Carlos.En relación a su historia, en el año 1978 el distrito de Buli pasa de la comuna de Ñiquén a San Carlos.
En frente de la escuela F-127, se encuentra la Estación Buli, que fue construida junto con la unión de la vía del FC Talcahuano - Chillán y Angol con el FC Santiago - Curicó, a fines del siglo XIX.
Ya a finales del mismo siglo, Francisco Solano Asta-Buruaga y Cienfuegos describe a la localidad de Buli en los siguientes términos en el Diccionario Geográfico de Chile:

Caserío con unos 240 habitantes, situado en el departamento de San Carlos á 13 ó 15 kilómetros hacia el NE. de su capital y junto al riachuelo de su titulo, sobre el cual hay un puente del camino entre esa ciudad y la del Parral; también lo cruza el ferrocarril entre las mismas. El riachuelo se une con el de Ñiquén poco más abajo del caserio. El nombre es tal vez alteración de vuri, detrás.
Francisco Solano Asta-Buruaga y Cienfuegos (1899)

En años recientes, se han implementado proyectos de infraestructura y servicios en la localidad, como el acceso a agua potable a través de sistemas de APR (Agua Potable Rural), beneficiando a numerosas familias de la zona.

## Educación
La localidad cuenta con dos establecimientos educacionales, siendo que la Escuela Buli Caserío comenzó a funcionar como Escuela de Tercera Clase en 1928, siendo trasladado múltiples veces por diversas circunstancias hasta su actual ubicación en 1968. Es administrada por la Municipalidad de Ñiquen desde 1981.
Por otro lado, la primera Escuela N° 33, perteneciendo a la Comuna de Ñiquén en una primera instancia, hasta el traspaso del distrito de Buli de Ñiquen a San Carlos en 1978, siendo renombrada con la “Letra F y con el N° 127” de Buli..